# Villemer (Sena y Marne)
 Villemer  es una población y comuna francesa, en la región de Isla de Francia, departamento de Sena y Marne, en el distrito de Fontainebleau y cantón de Moret-sur-Loing.

## Demografía
| 404 | 415 | 468 | 570 | 596 | 648 |
| Para los censos de 1962 a 1999 la población legal corresponde a la población sin duplicidades (Fuente: INSEE [Consultar]) |     |     |     |     |     |